# Jay Simpson
Jay-Alistaire Frederick Simpson est un footballeur anglais né le 1er décembre 1988 à Enfield. Il joue au poste d'attaquant.

## Biographie
Formé à Arsenal, Simpson est prêté à West Bromwich Albion, jusqu'à la fin de la saison 2008-2009. Il signe ensuite à Hull City. Le 29 septembre 2013, il rejoint la Thaïlande et le Buriram United. Le 31 juillet 2014, il rejoint Leyton Orient.

## Palmarès

### Distinctions personnelles
- Membre de l'équipe type de League One en 2016.